# Hà Thọ Lộc
Hà Thọ Lộc (?-1599) là đại thần có công giúp nhà Lê trung hưng thời chiến tranh Lê-Mạc trong lịch sử Việt Nam.

## Sự nghiệp
Hà Thọ Lộc người làng Cổ Lũng, huyện Bá Thước, tỉnh Thanh Hóa. Cha ông là Hà Nhân Chính theo giúp vua Lê Trang Tông, được phong tước Thụy Sơn hầu, làm chức Đề thống ở ngự dinh vua Trang Tông, rồi thăng làm Thụy quận công, chức tư đồ.
Hà Thọ Lộc là con đại thần trong triều, sớm được làm quan. Ông theo Trịnh Kiểm đánh trận chống nhà Mạc, nhiều lần xông pha nguy hiểm, tỏ rõ tài năng, được phong chức Lân quận công.
Năm 1570, Trịnh Kiểm chết, hai anh em Trịnh Cối và Trịnh Tùng tranh quyền. Hà Thọ Lộc cùng Hoàng Đình Ái, Nguyễn Hữu Liêu ngả theo Trịnh Tùng, cùng cầm quân chống quân Mạc. Khi quân Mạc Kính Điển rút lui, ông được phong chức Phó tướng quân dinh Hữu hậu.
Năm 1573, Mạc Kính Điển lại mang quân vào đánh Thanh Hóa. Hà Thọ Lộc lại cùng các tướng ra chống giữ đánh lui quân Bắc triều.
Năm 1581, quân Mạc do Nguyễn Quyện chỉ huy vào đánh Đường Nang, ông mang quân Tả đội chống lại. Do có công đẩy lùi quân Mạc, ông được phong làm Tư mã.
Năm 1583, Hà Thọ Lộc được thăng làm Thiếu bảo. Năm 1591, Trịnh Tùng mang đại quân ra bắc diệt nhà Mạc, ông cùng Ngô Cảnh Hựu quản đốc 1 vạn quân chở lương tham gia đội thứ 5, gặp quân Mạc ở Phấn Thượng, đánh tan quân Mạc.
Năm 1593, nhà Mạc mất Thăng Long, vua Lê trở về kinh đô cũ, Hà Thọ Lộc được giao trấn thủ Thanh Hóa và được phong làm Thiếu úy.
Năm 1599, Hà Thọ Lộc qua đời, được truy tặng chức Thái úy.

## Các con
Hà Thọ Lộc có chín người con, trong đó Hà Mỹ Hiền, Hà Mỹ Thiệu, Hà Thọ Tường đều có tài năng, được Trịnh Tùng cho thế tập làm thổ tù ở sách Cổ Lũng, cai quản dân trong vùng.

## Nhận định
Sử gia Phan Huy Chú nhận định về ông như sau:
Ông tính thuần hậu, chất phác, cần cù và cẩn thận; đủ trung, nghĩa, trí, dũng, biết binh lược, am hiểu trận pháp... công lao rất nhiều